# فودي فوفانا
فودي فوفانا (بالهولندية: Fodé Fofana)‏ هو لاعب كرة قدم هولندي، ولد في 26 أكتوبر 2002 في خرونينغن في هولندا.

## وصلات خارجية
- فودي فوفانا على موقع الاتحاد الأوربي (الإنجليزية)
- فودي فوفانا على موقع قاعدة بيانات كرة القدم.إي يو (الإنجليزية)
- فودي فوفانا على موقع Soccerway.com (الإنجليزية)
- فودي فوفانا على موقع عالم كرة القدم.نت (الإنجليزية)